# Avanza
El Partido Político Avanza, también conocido simplemente como Avanza, es un partido político ecuatoriano, fundado en el 2012 por Ramiro González Jaramillo, como plataforma política personal, hasta los escándalos de corrupción que provocaron su huida del país en 2017. Posteriormente el partido se reestructuró, ubicándose al centro y teniendo a Javier Orti como su actual líder.

## Historia

### Origen y primeras crisis
Tras el declive de la Izquierda Democrática, una facción del partido, liderada por Ramiro González Jaramillo, fundó un nuevo partido, denominado Avanza, con el objetivo de actualizar los principios doctrinales de la socialdemocracia de la ID al contexto actual, aunque en la práctica, el naciente partido fungió como plataforma política personal de González. Al ser en ese entonces Ramiro González un aliado del gobierno de Rafael Correa, el partido respaldó la reelección de Correa en las elecciones presidenciales de 2013, mientras que en las elecciones legislativas participó con candidatos propios, consiguiendo 5 escaños en la Asamblea Nacional. 
En noviembre de 2013, el partido sufrió su primera crisis, que provocó cientos de desafiliaciones, debido a pugnas sobre las candidaturas para las elecciones seccionales de 2014. En dichos comicios, Avanza obtuvo 36 alcaldías y la prefectura de Imbabura, siendo la segunda fuerza política en número de alcaldes electos en el país. Posteriormente conformó la coalición gobiernista Frente UNIDOS, hasta el distanciamiento de González del gobierno de Correa, suceso tras el cual Avanza dejó la coalición, en abril de 2015. 
Ramiro González y el partido pasaron a la oposición, participando González en enero de 2016, en una reunión política de opositores al gobierno liderada por el socialcristiano Jaime Nebot. Tras aquella reunión, Avanza se unió a La Unidad, coalición política encabezada por Nebot; sin embargo, en octubre de 2016, el partido abandonó aquella alianza, desistiendo de participar en las elecciones presidenciales de 2017. En los paralelos comicios legislativos sí participó Avanza, con Ramiro González encabezando la lista nacional; no obstante, en dichas elecciones, obtuvieron apenas el 2,2 % de votos, sin lograr ningún escaño en el parlamento. En el balotaje de las elecciones presidenciales, González y Avanza apoyaron a Guillermo Lasso, lo que produjo una nueva ruptura interna dentro del partido.

### Huida de González y reestructuración

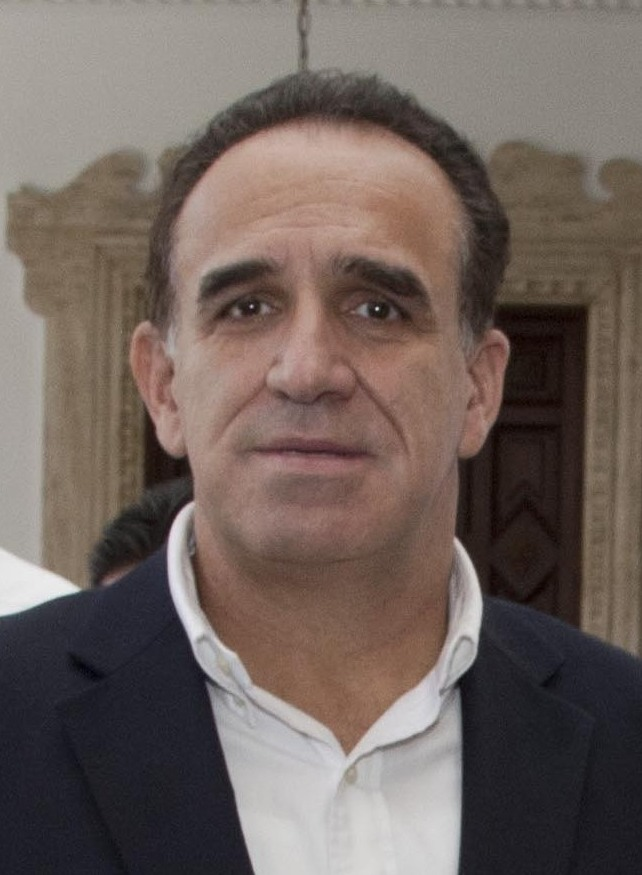
Ramiro González Jaramillo, fundador, líder y presidente de Avanza desde 2012, hasta su huida del país en 2017.

En agosto de 2017, estallaron varios escándalos de corrupción protagonizados por Ramiro González. Así, el 5 de agosto, su colaboradora fue detenida por supuesto enriquecimiento ilícito, y el 18 de agosto, la Fiscalía realizó un operativo para capturar a González, acusado de defraudación fiscal. Fue dictada orden de prisión preventiva en su contra, allanando sus propiedades y la sede de Avanza. González huyó del país, encontrándose desde entonces prófugo de la justicia ecuatoriana. Tras la fuga de su principal figura, varios dirigentes provinciales y excandidatos abandonaron el partido, así como también hubo desafiliaciones masivas de la militancia en varias provincias del país. En cuanto a la dirigencia, Javier Pincay asumió como presidente encargado.
Con el propósito de recuperar su imagen, el partido realizó una asamblea nacional en noviembre de 2017, eligiendo a Álvaro Castillo, entonces alcalde de Ibarra, como director nacional. Para, junio de 2018 el partido anunció la expulsión de González, apuntando a una reestructuración con miras a las elecciones seccionales de 2019. En dichos comicios, el partido consiguió la reelección del prefecto de Imbabura, y apenas ocho alcaldías, aunque la gran mayoría de los candidatos electos, solamente eran parte de las alianzas electorales, mas no pertenecían a Avanza. En las elecciones presidenciales de 2021, el partido auspició la candidatura de Isidro Romero, mientras en las elecciones legislativas, la lista fue encabezada por Javier Orti. Romero obtuvo el sexto lugar, con el 1,86% de la votación, mientras en los comicios parlamentarios, Avanza obtuvo dos escaños. 
Aunque en el balotaje de dichas elecciones presidenciales, el partido afirmó no apoyar a ningún candidato, tras la elección de Guillermo Lasso, Avanza pasó a ser aliado del oficialismo. Es así que los representantes del partido en la Asamblea Nacional, pasaron a formar parte de la bancada de gobierno. En septiembre del 2021, Javier Orti fue electo como Presidente Nacional del partido, consolidando su liderazgo dentro de Avanza, el mismo que se venía forjando desde el vacío dejado por la fuga de Ramiro González. A pesar de su reducida representación política, el partido fue uno de los más cercanos aliados del gobierno de Guillermo Lasso, apoyando la consulta popular impulsada por el oficialismo. En las elecciones seccionales de 2023, realizadas junto a la consulta, Avanza obtuvo 18 alcaldías, mas no logró ninguna prefectura. En el parlamento, a través del asambleísta Pedro Velasco, Avanza ratificó su apoyo al gobierno, defendiéndolo en el Juicio político de Guillermo Lasso.
Ante su inminente destitución, Lasso disolvió el parlamento llamando a elecciones extraordinarias. En dichos comicios, el partido resolvió apoyar la candidatura de Otto Sonnenholzner, junto con el Partido SUMA, en una coalición llamada "Actuemos". Sonnenholzner alcanzó el 7,06%, quedándose con el quinto lugar. En los paralelos comicios legislativos, la coalición obtuvo ocho curules. En el balotaje, Sonnenholzner y Avanza brindaron su apoyo a Daniel Noboa, quien resultó electo.

### Actualidad
Poco después de las elecciones, la alianza con SUMA se quebró, quedándose Avanza con dos representantes en el parlamento. Ante la consulta popular de 2024, convocada por el gobierno de Noboa, el partido resolvió apoyar al oficialismo, inscribiéndose para hacer campaña por el Sí.
Para las elecciones presidenciales de 2025, Avanza auspicia la candidatura de Luis Felipe Tillería, mientras que una facción disidente de Avanza encabezada por varios dirigentes provinciales decide respaldar la candidatura de Jan Topic auspiciada por SUMA.

## Resultados Electorales

### Elecciones presidenciales
|  | 1,86 % |

|  | 7,06 % |

|  | 0,32 % |

### Elecciones Legislativas
|  | 2,90 % |

|  | 2,20 % |

|  | 1,97 % |

|  | 4.51 % |

### Elecciones Seccionales
|  | 4,35 % |

|  | 15,38 % |

|  | 4,35 % |

|  | 3,17 % |

|  | 0,00 % |

|  | 8,14 % |